# Menhir de Luzim
El menhir de Luzim, también conocido como marco de Luzim, es un monumento megalítico del municipio de Penafiel, Portugal.

## Descripción e historia
El menhir está situado en un lugar conocido como Lomar, en la zona de Tapada de Sequeiros, en una zona ligeramente montañosa entre varias elevaciones, siendo considerado parte de la Serra de Luzim. Este lugar se encuentra en el límite entre las parroquias de Luzim e Vila Cova y Perozelo, ambas del municipio de Penafiel, teniendo acceso por la Carretera Nacional 312. El menhir forma parte del conjunto de monumentos megalíticos de Luzim o de Tapada de Sequeiros, que consta de cinco mámoas y el grupo de pinturas rupestres de las Pegadinhas de São Gonçalo.
Consiste en un monolito de granito alargado, de sección subpentágono, sin elementos decorativos, que se instaló verticalmente sobre el suelo. Tiene unos 2,5 m de altura, de los cuales 2,15 m están por encima del suelo. Durante los trabajos arqueológicos realizados en la década de 1930 por el investigador Joaquim Santos Júnior, se descubrieron una serie de pequeñas piedras en forma de cuña alrededor de la base, que servía de soporte.
El monumento habría sido erigido durante el Neolítico o el Neocalcolítico. Las primeras referencias al menhir fueron publicadas en 1864 por Simão Rodrigues Ferreira, en el periódico O Século XIX, publicado en Penafiel, y pueden ser los registros más antiguos en territorio portugués sobre un monumento megalítico de este tipo. Rodrigues Ferreira volvió a escribir sobre el menhir de Luzim en 1875, en la obra Antiguidades do Porto, y en 1880, en los Anales del Municipio de Penafiel. En 1895, el menhir fue mencionado por el arqueólogo José Leite de Vasconcellos en la obra O Archeologo Português.
En la década de 1930, el monumento fue estudiado por Joaquim Santos Júnior, por invitación del párroco José Monteiro de Aguiar, habiendo excavado su base. En 1940, José Monteiro de Aguiar y Joaquim Santos Júnior publicaron un trabajo conjunto O menhir de Luzim, a raíz de una ponencia presentada en el Congreso del Mundo Portugués. En la década de 1960 José Lanhas escribió sobre el menhir, y en 1970 fue clasificado como Bien de Interés Público por Decreto N° 251, del 3 de junio. En 1982, Vítor Oliveira Jorge investigó el monumento como parte de su tesis doctoral sobre megalitismo en el norte del país. En 2008, fue objeto de obras de limpieza, pasando a formar parte del Itinerario Arqueológico del Vale do Tâmega - Penafiel, con la instalación de un camino peatonal, que conecta varios monumentos de la zona.